# Catch-22 (miniserie televisiva)
Catch-22 è una miniserie televisiva statunitense del 2019.
La serie è l'adattamento del romanzo Comma 22 (Catch-22) del 1961 scritto da Joseph Heller.

## Trama
Il giovane soldato John "Yo Yo" Yossarian, bombardiere dell'United States Army Air Forces durante la Seconda guerra mondiale, è furioso perché l'esercito continua ad aumentare le missioni necessarie prima del congedo di servizio. Tenta, quindi, in tutti i modi di evitare le missioni spacciandosi addirittura per pazzo,  ma scopre l'esistenza di una legge militare sinistra e allo stesso tempo buffa che specifica che un uomo che volesse evitare le missioni, potrebbe dichiararsi pazzo ma, se si dichiarasse pazzo, dimostrerebbe, nei fatti, di non esserlo, in quanto è razionalmente giusto aver paura per la propria vita e sicurezza. Cercando di evitare le missioni il soldato viola appunto il comma 22, da cui prende il nome la serie.

## Puntate
| nº | Titolo originale | Pubblicazione USA | Prima TV Italia |
| -- | ---------------- | ----------------- | --------------- |
| 1  | Episode 1        | 17 maggio 2019    | 21 maggio 2019  |
| 2  | Episode 2        | 17 maggio 2019    | 21 maggio 2019  |
| 3  | Episode 3        | 17 maggio 2019    | 28 maggio 2019  |
| 4  | Episode 4        | 17 maggio 2019    | 28 maggio 2019  |
| 5  | Episode 5        | 17 maggio 2019    | 4 giugno 2019   |
| 6  | Episode 6        | 17 maggio 2019    | 4 giugno 2019   |

## Promozione
Il primo trailer della serie è stato diffuso l'11 febbraio 2019.

## Produzione
La serie è stata girata in varie località dell'Italia, tra cui Viterbo, Sutri e la Sardegna.

## Distribuzione
La miniserie è stata pubblicata negli Stati Uniti d'America sul servizio di video on demand Hulu il 17 maggio 2019. Nel Regno Unito la miniserie è trasmessa su Channel 4, in Francia su Canal+ e in Italia da Sky Atlantic dal 21 maggio al 4 giugno 2019.

## Riconoscimenti
- 2020 - Golden Globe[7]
  - Candidatura per la miglior miniserie o film per la televisione
  - Candidatura per il miglior attore in una mini-serie o film per la televisione a Christopher Abbott
- 2019 - Premio Emmy
  - Candidatura per il miglior montaggio sonoro in una miniserie o film Tv[8]
  - Candidatura per i migliori effetti visivi in un ruolo di supporto[9]
- 2020 - ASC Award[10]
  - Candidatura per la miglior fotografia a Martin Ruhe (Episodio 5)
- 2020 - Critics' Choice Awards[11]
  - Candidatura per la miglior serie limitata
  - Candidatura per il miglior attore in una serie limitata a Christopher Abbott
  - Candidatura per il miglior attore non protagonista in una serie limitata a George Clooney
- 2020 - ICG Publicists Awards[12]
  - Candidatura per il Maxwell Weinberg Award for television publicity campaign a Casey Spiegel